# Пукхансан
Пукхансан (также Самгаксан, кор. 북한산?, 北漢山?, букв. — «гора к северу от (реки) Хан») — горный хребет, расположенный к северу от Сеула. Вершины хребта венчают гладкие скалы.

## Описание

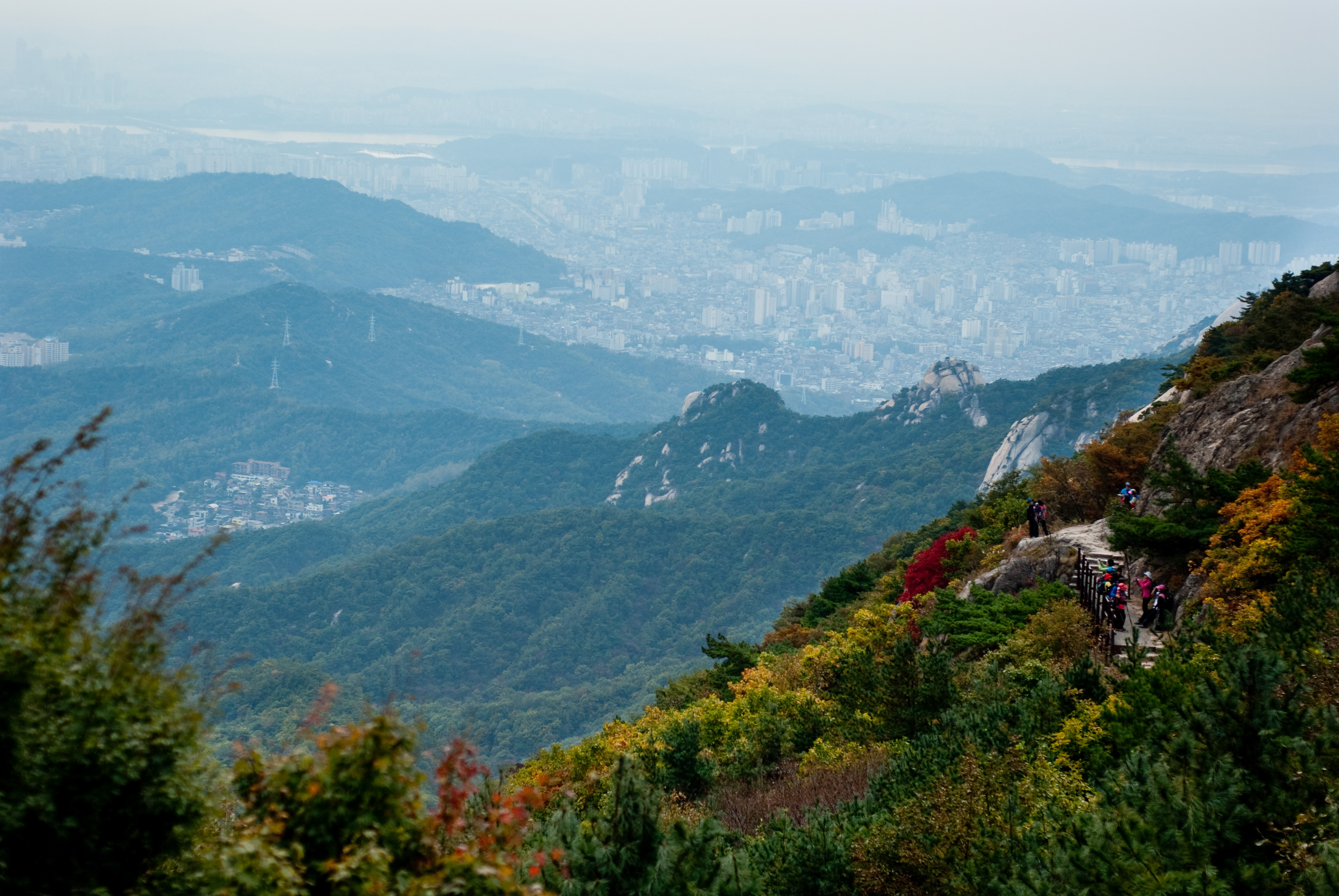
Вид на Сеул

Ширина хребта — 78,45 км. Вместе с тремя другими горными массивами, опоясывающими Сеул с разных сторон, носит название Весасан («четыре горы с внешней стороны крепостной стены»). Три основные вершины Пукхансана: Пэгундэ (836,5 м), Инсубон (810,5 м) и Мангёндэ (787 м). К Инсубону ведут около 100 горных троп.
Здесь обитает около 1300 видов растений и животных. С 1983 года образует национальный парк Пукхансан. По склонам расположены буддистские храмы и крепостная стена Пукхансансон длиной 8,5 км. С вершин хребта открывается панорамный вид на Сеул и его окрестности.